# Якимчук, Николай Алексеевич
Николай Александрович Якимчук (род. 16 апреля 1961, Ленинград) — поэт, драматург, режиссёр.

## Биография
Учился на факультете журналистики Ленинградского государственного университета. Работал в ленинградских газетах. Главный редактор альманаха «Петрополь».
С 1989 года издал более 450 книг поэзии и прозы современных авторов. Учредитель и координатор Царскосельской художественной премии (с 1993) и премии «Петрополь» (с 1999). Автор и режиссёр 27 игровых и документальных фильмов. Многие фильмы были участниками и призёрами международных кинофестивалей в России, Румынии, Франции, Тунисе, Чили и др. Автор и ведущий телевизионной программы «Царскосельские встречи» на телеканале«ВОТ!»
Член Гильдии драматургов России, член Гильдии драматургов Санкт-Петербурга, член Союза писателей Санкт-Петербурга.
Живёт в Царском Селе (город Пушкин).

## Творчество

### Проза и поэзия
- «Колесо неуспеха», (Л., 1989)
- «Как судили поэта. Дело Иосифа Бродского», (Л., 1990)
- «Мой Сталин», (Л., 1991)
- «Полу-Россия, полу-Китай», (СПб., 1993)
- «Тракийски епифани», (София, 1996)
- «Следы в воздухе. Царскосельские хокку», (СПб., 1996)
- «Книга странника». Проза, эссеистика разных лет, (СПб., 2001)
- «Хемингуэй, Сэлинджер, Беккет. Три товарища», (СПб., 2001)
- «Это был не Маркес» (рисунки Виктора Тихомирова), (СПб., 2006)
- «Антидепрессант» (в соавторстве с Вячеславом Бутусовым), (М., ЭКСМО, 2007)
- «Жуки в ботах» (в соавторстве с Вячеславом Бутусовым), (СПб., 2009)
- «Любовь с виниловой пластинкой», (СПб., 2009)
- «Курёхин, Пикассо и др.», (СПб., 2009)
- «Короткий рай», (СПб., 2010)
- «Белый Петербург», (СПб., Петраэдр, 2014)
- «Странствия и сновидения», (СПб, Реноме, 2016)

Стихи и рассказы печатались в журналах: «Юность», «Арион», «Знамя», «Новая Юность», «Радуга» (Эстония), «Новый журнал» (США), «Интерпоэзия» (США), «Арт-Город», переводились на болгарский и итальянский языки. Книга «Дело Иосифа Бродского» переведена на английский язык и издана в США.

### Пьесы
- «ХЕМИНГУЭЙ, СЭЛИНДЖЕР, БЕККЕТ»
  - Санкт-Петербург, театр им. Ленсовета, антреприза, 2002
  - Рига, Академический «Дайлес-театр», 2003
- «ПЬЯНЫЙ КОРАБЛЬ»
  - Рига, Академический «Дайлес-театр», 2004
- «УВИДИМСЯ НАВСЕГДА»
  - Санкт-Петербург, театр «Комедианты», антреприза, 2006
- «САДОВНИК КАМАЛЬ»
  - Рига, Новый Рижский театр, 2006
- «ПО ДОРОГЕ В КАННЫ»
  - Санкт-Петербург, театр «Комедианты», антреприза, 2008
  - Москва, театр им. Рубена Симонова, 2012
- «ТАНГО В ПУСТЫНЕ»
  - Радио «Россия», 2004
  - Санкт-Петербург, Театр Драматических импровизаций, 2008
  - Санкт-Петербург, театр им. Ленсовета, антреприза, 2009
- «БЕЛЫЙ ПЕТЕРБУРГ» («Серебряный туман»)
  - Санкт-Петербург, театр «Остров», 2011
  - Санкт-Петербург, театр «Под самой крышей», 2016
- «ОТЕЛЬ "ФОРТУНА"»
  - Санкт-Петербург, театр им. Комиссаржевской, 2016
- «ПОСЛЕДНИЙ ИЗ ПЛЕМЕНИ МАЙЯ»
  - Санкт-Петербург, театр им. Комиссаржевской, 2017

Пьеса «Белый Петербург» стала призёром конкурса пьес, посвящённых 300-летию Петербурга. Пьесы переводились на английский, немецкий, французский, польский, латышский, китайский языки.

### Автор и режиссёр фильмов
- «Гранат     для Евы», 2010
- «Когда     мне чудится далёкая планета», 2011
- «Джон     Леннон. Россия. Ангелы», 2012
- «Берега»,     2012
- «Точка     опоры. Поэт Григорий Хубулава», 2012
- «Жди     меня (японка Юка и Россия)», 2013
- «На     родину Серафима Вырицкого. Огарково», 2013
- «Аделаида.     Художник Ульяна Скифова», 2013
- «Путешествие     во времени, или Конец фильма (1902-2011)», 2013
- «Прогулки     моей памяти», 2014
- «Вахромеево.     На родине Серафима Вырицкого», 2014
- «И     будут наши помыслы чисты», 2014
- «Богема.     Жизнь», 2015
- «Поэт     Пабло Пикассо – русские вариации», 2015
- «Митёк     в Алании», 2015
- «Достобродский»,     2015
- «Джордж     Харрисон», 2016
- «Бизнес-леди     и мужчина», 2016
- «Эхо     Беслана», 2016
- «Иосиф     Бродский: гиперССЫЛКА», 2016
- «Белое     безмолвие», 2016
- «Иосиф     Бродский: северный край», 2017
- «Иоанн     Валаамский. Духовный утешитель», 2017
- «Во     имя отца», 2017
- «Сны     о чём-то большем, или числа Фибоначчи», 2018
- «Спас-Ухра.     На родине Серафима Вырицкого», 2018
- «Цена     вечности. Художник Борис Кузнецов», 2018
- «Самое главное в жизни, или Соловецкая сюита», 2018
- «Вечность одного дня», 2019
- «Сон о Бродском. Голоса и тени», 2019
- «Бродский NON-STOP», 2020
- «Джордж на берегах "АКВАРИУМА"», 2020
- «Вольный стрелок, или КиноЗамок Кости Селиверстова», 2020
- «Сергей Довлатов. Возвращение, или У каждого свой Довлатов», 2021
- «Даниил Гранин. Последний разговор», 2021
- «Ковчег Олега Митяева», 2021
- «Даниил Бутусов. В поисках "Маленького принца"», 2022
- «Семён Фурман. Герой нашего времени», 2022
- «Высоцкий-Смехов, или Служили два товарища», 2022
- «Сопряжения, или 20 лет спустя (памяти Алена Рене)», 2023
- «Мои друзья», 2023

## Признание и награды
- Приз «Ника». Соавтор сценария фильма «Дело Иосифа Бродского» (1992)
- Лауреат премии «Люди нашего города» (2001)
- Медаль к 300-летию Санкт-Петербурга (2003)
- Лауреат премии им. Андрея Толубеева (2012)
- Лауреат премии им. Александра Володина (2014)
- Лауреат премии им. А.К. Толстого (за драматургию 2015, 2018)
- Медаль Российского творческого Союза работников культуры (Московское отделение) «За заслуги в культуре и искусстве» (2024)